# Forbes Point
Forbes Point é um ponto que forma o lado leste da entrada de Lester Cove , Andvord Bay , na costa oeste de Graham Land , na Antártida.  O nome "Forbes Hill" foi dado pelo geólogo escocês David Ferguson em 1913-14 a um canto ou esporão da escarpa do planalto que não é uma característica definível.  A partir daí, no entanto, uma crista se estende até um ponto de destaque útil para fins de referência, para o qual o nome Forbes foi aplicado..